# Чорноглазівська вулиця
Чорноглазівська вулиця — вулиця у Київському районі Харкова. Починається від вулиці Григорія Сковороди і йде на південь до вулиці Шевченка і Харківської набережної. Спускається по схилу до річки Харків, через яку в цьому місці перекинутий так званий «Горбатий» міст. Міст такої форми, раніше дерев'яний, був побудований з певною метою. Гужовий транспорт, з'їжджаючи крутим схилом Чорноглазівської, занадто розганявся, і підйом на міст дозволяв пригальмувати.

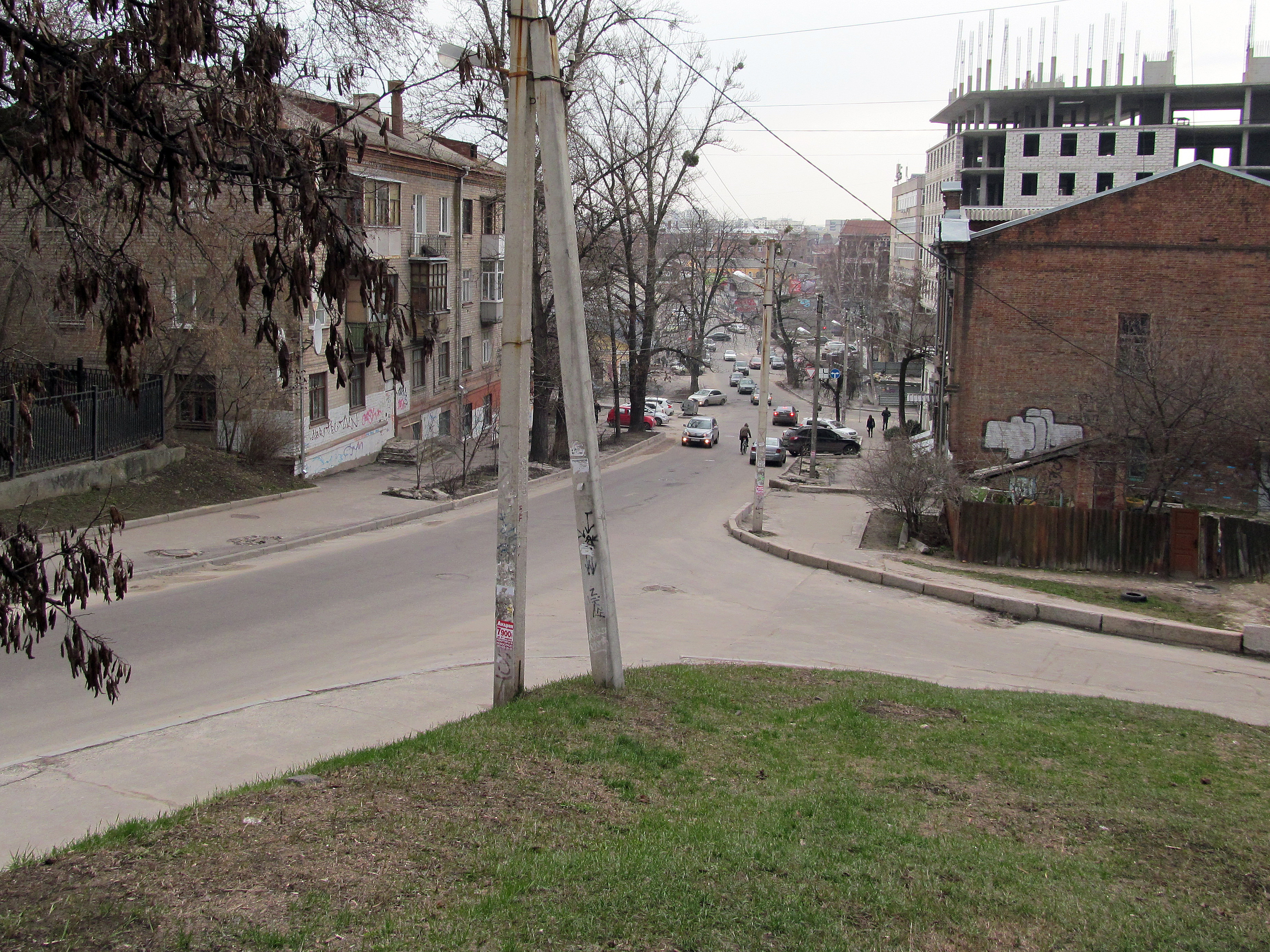
Вид на Горбатий міст. Праворуч — Дівоча вулиця

Рух на вулиці односторонній, напрямок руху — від вулиці Шевченка вгору до вулиці Григорія Сковороди. З парної сторони до Чорноглазівської вулиці дотикаються Садова, Потебні, Дівоча вулиці, нижче вона перетинається з Куликівською вулицею.

## Історія
Чорноглазівська вулиця, виникла приблизно тоді ж, що й Німецька (Григорія Сковороди). На вулиці селилися німці, єврейське купецтво, лікарі й військові. Назва «Чорноглазівська» зафіксована в переліку 1804 року. Походить назва від прізвища Олександра Чорноглазова, голландського підданого, який, перебуваючі в Туреччині у 1711 році, брав деяку участь у регулюванні наслідків невдалого Прутського походу, імовірно давши хабаря османському високопосадовцю. За це він отримав місце валківського сотника, а згодом і полкового судді в Харкові. Також він отримав у нагороду маєтки, розташовані на місці цієї вулиці, успадковані його дітьми й онуками.
Ім'я маршала артилерії Юрія Павловича Бажанова, який жив на Чорноглазівській вулиці в буд. № 5, було присвоєне вулиці у 1979 році. Проте вулиці у 2023 було повернуто історичну назву.

## Будинки

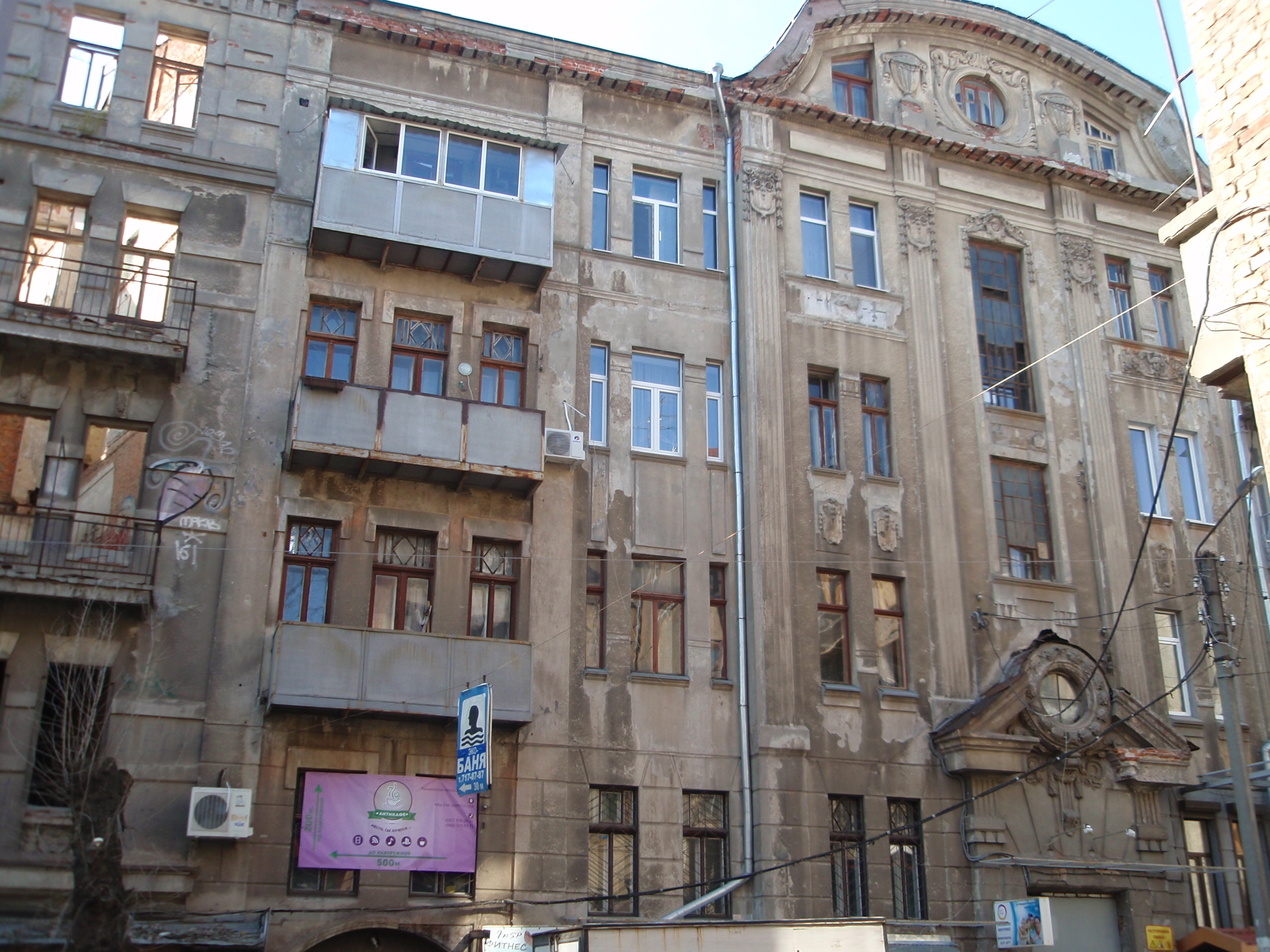
Будинок № 6. Ліворуч видно частину покинутого буд. № 8

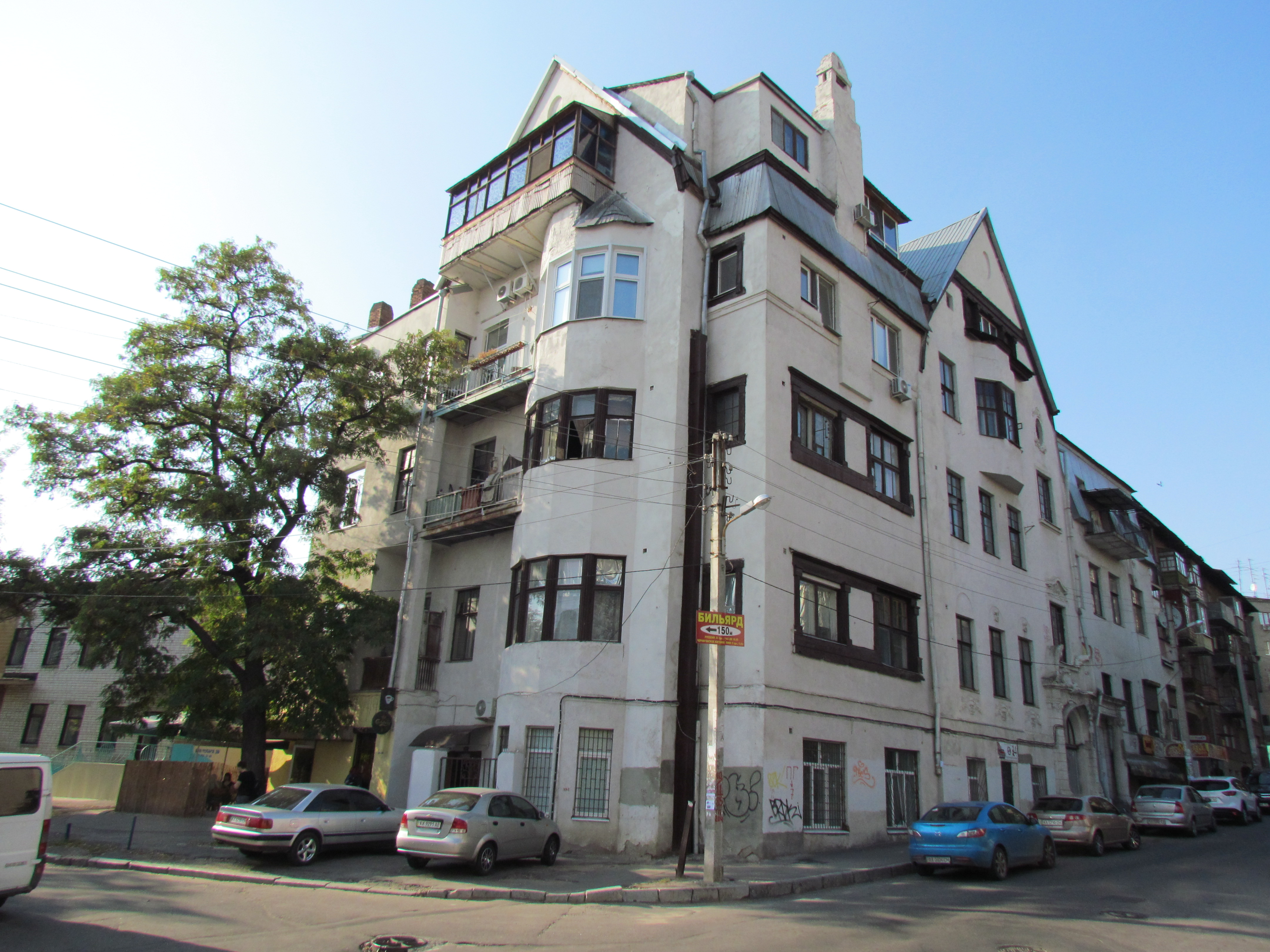
Будинок № 14

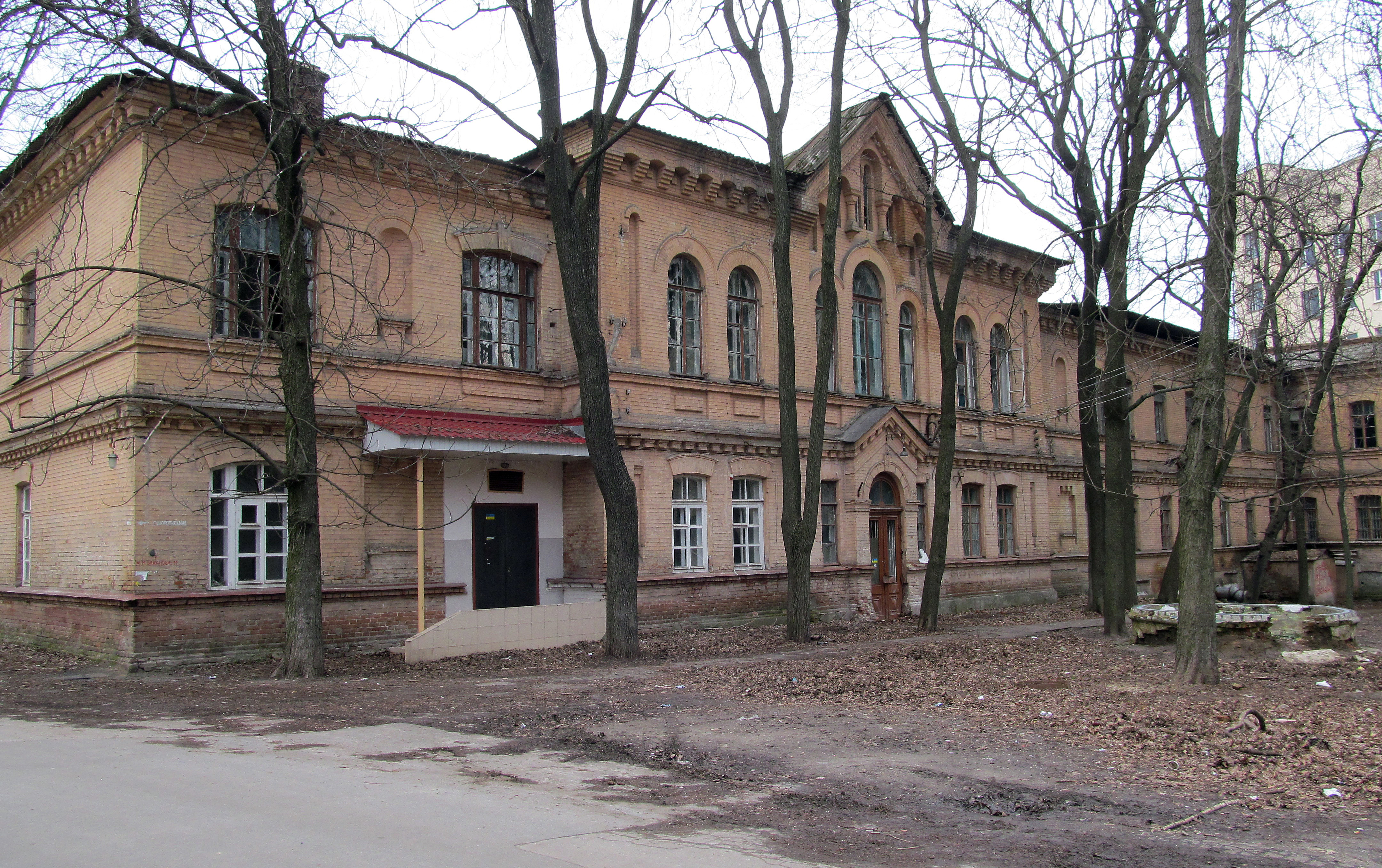
Будинок № 11. Знесений у 2020 році протитуберкульозний диспансер

- Буд. № 3 — Пам'ятка архітектури Харкова, житловий будинок, 1928 рік, архітектор А. З. Коган.
- Буд. № 4 — Пам. арх., житловий будинок Миронової, 1910 рік. Архітектор, імов., М. Е. Компанієць.
- Буд. № 5 — Колишній будинок вищого командного складу ХВО, 1930-ті роки.
- Буд. № 6, 8 — Пам. арх., колишні прибуткові будинки Розенфельда і Лонга. 1913 рік. Архітектор Л. Є. Ройтенберг. Будинок № 8, який тривалий час був покинутий, відновлено у 2019—2023 рр.[3][4].
- Буд. № 9 — Колишня лікарня Я. Я. Трутовського. Архітектор невідомий, кінець XIX ст.
- Буд. № 10 — Житловий будинок, 1933 рік. Архітектор А. С. Огієвський.
- Буд. № 11 — До 2020 року тут була розташована покинута будівля колишнього Міського клінічного протитуберкульозного диспансеру № 1[5][6]. Архітектор невідомий, 2-а половина XIX століття, будинок був зведений як приватний особняк, за радянських часів у ньому був розміщений протитуберкульозний диспансер. У 2018 році депутати Харківської міськради дали дозвіл на відведення земельної ділянки диспансеру фірмі «Енергопромзв'язок» для будівництва багатоквартирного житлового будинку з підземним паркінгом. В 2020 році будівля була знесена. Також був знищений невеличкий сквер з фонтаном, спиляні дерева. Роботи проводилися всупереч законодавству в охоронній зоні пам'ятки природи Чорноглазівські дуби[7][8][9].
- Буд. № 14 — Пам'ятка архітектури, охорон. № 159. Колишній прибутковий будинок Макса Гельферіха, 1915 рік. Першим власником дворового місця за даною адресою був доктор медицини, ректор Харківського університету І. П. Щелков. Він побудував на ділянці кам'яний двоповерховий будинок і службові будівлі. У 1890 році Щелков продав свою садибу Альберту Християновичу Гельфериху, рідному братові промисловця М. Х. Гельфериха-Саде. У 1913 році садибу успадковує Макс Альбертович Гельферих і замовляє проєкт прибуткового будинка архітектору О. І. Ржепішевському. О. Ржепішевський не став розбирати наявну будівлю, а звів додатково третій поверх і кутову прибудову. Нині будинок використовується як житловий. Неодноразові ремонти й перебудови призвели до спотворення первісного вигляду будинку[10][11].
- № 17 — Територія Харківського національного університету міського господарства імені О. М. Бекетова. Нові корпуси, 1968 і 1973 роки, архітектори Г. В. Сіхарулідзе і Б. Г. Клейн.
- Буд. № 20 — Обласний психоневрологічний диспансер. Архітектор невідомий, кінець XIX ст.
- Буд. № 21/23 — Колишня тютюнова фабрика. Архітектор і час будівництва невідомі.
- Буд. № 28 — Головне управління статистики у Харківській області.[12]

## Пам'ятки природи

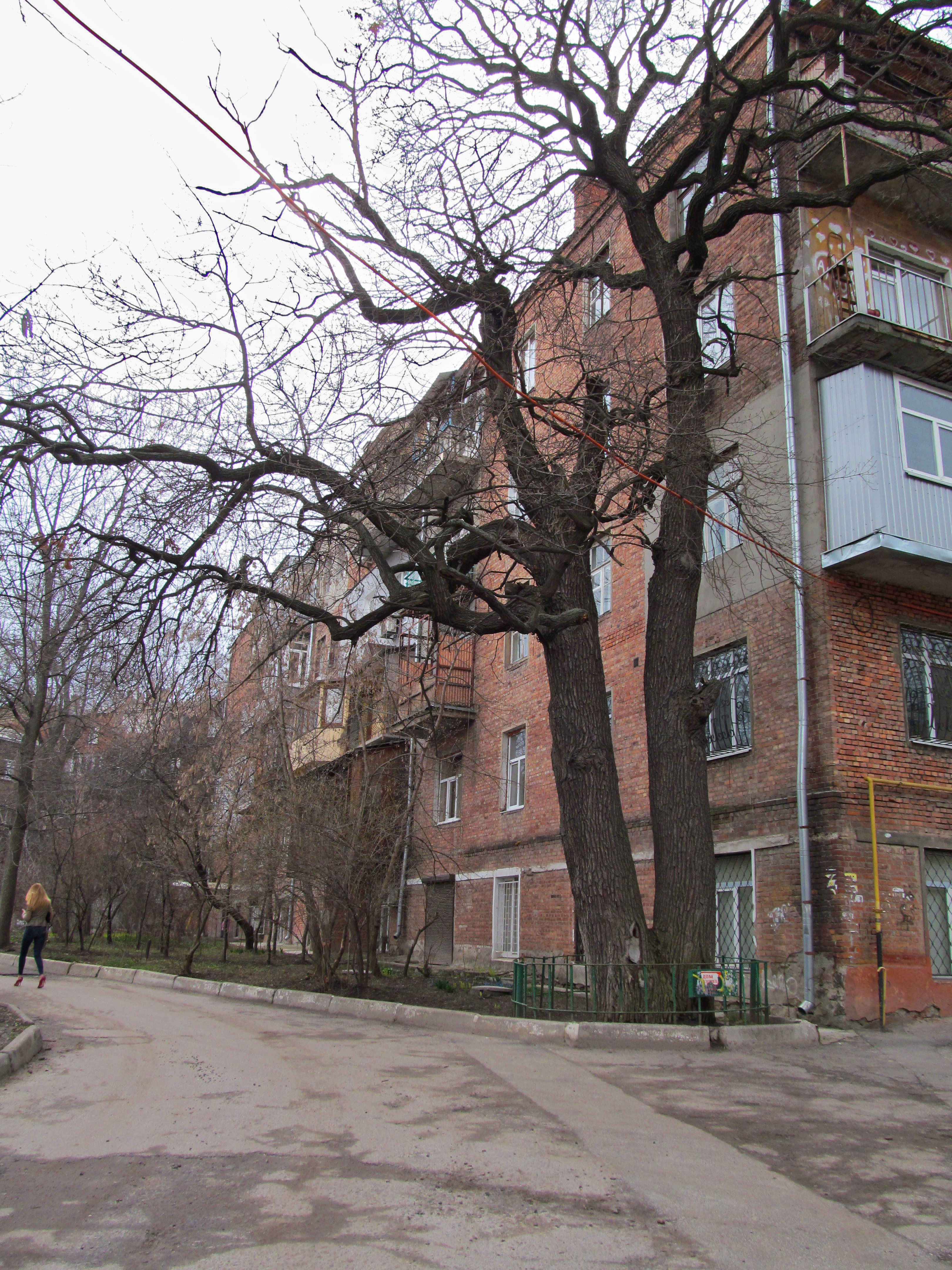
Черешчаті дуби у дворі буд. № 5

На Чорноглазівській вулиці розташовані одразу дві ботанічні пам'ятки природи місцевого значення. Чорноглазівська — 3 черешчатих дуба на подвір'ї буд. № 5 і Чорноглазівські дуби — 2 черешчатих дуба на подвір'ї буд. № 11.

## Люди, пов'язані звулицею

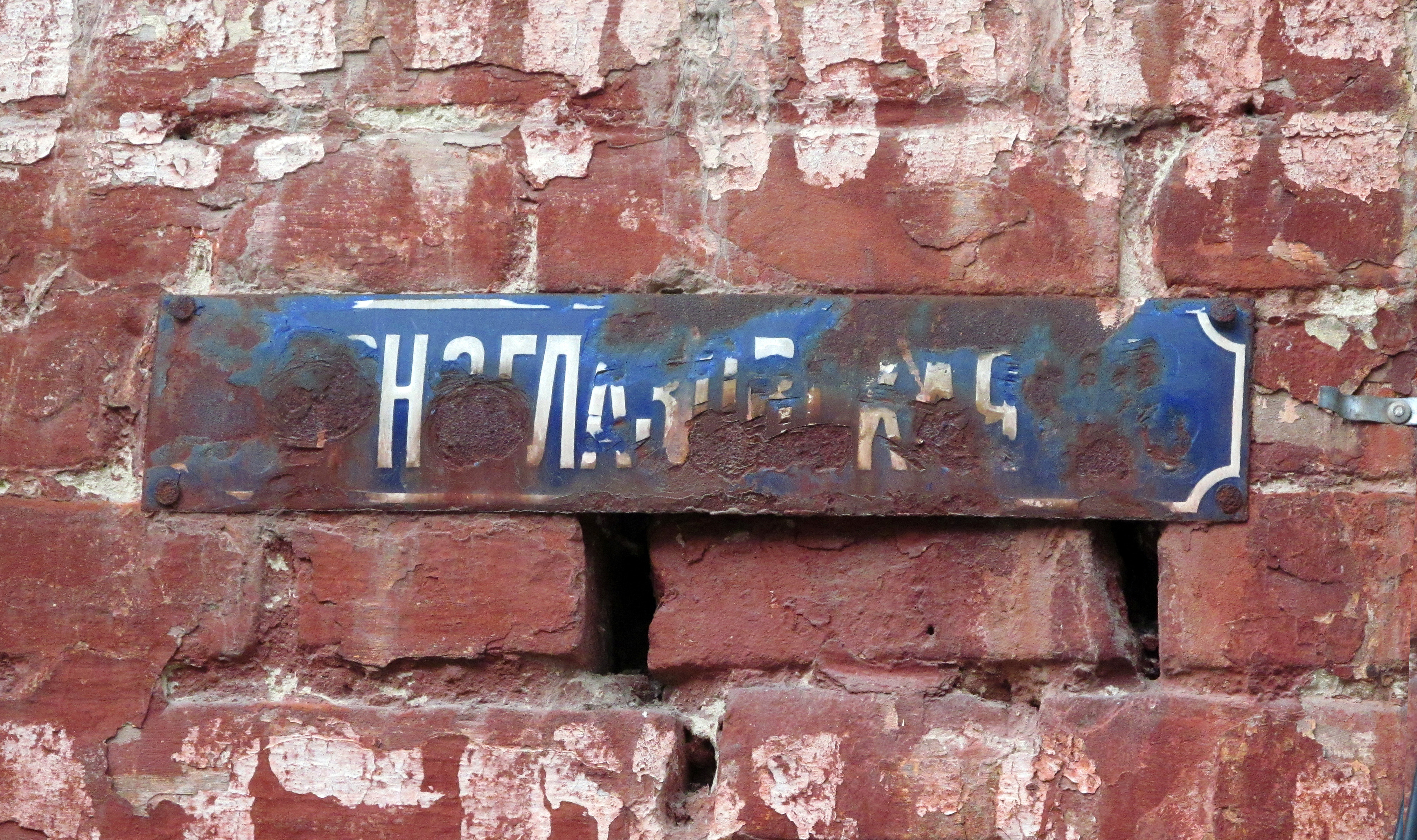
Табличка зі старою назвою вулиці. Будинок на розі Чорноглазівської і Дівочої вулиць (демонтована)

На розі Чорноглазівської і Дівочої вулиць зберігся будинок (вул. Дівоча, 16), де в 1921 році знімали дві кімнати письменники Юрій Олеша і Валентин Катаєв, їх відвідували поет Едуард Багрицький, знамениті нині Ільф і Петров, автори «Дванадцяти стільців» і «Золотого теляти».
Юрій Шевельов, славіст-мовознавець, у своїй автобіографічній праці «Я, мені, мене… (і довкруги)» зазначає, що деякий час жив на Чорноглазівській вулиці, але номера будинку не називає.
|  | ... я дістав зовсім законно нову кімнату, куди більшу від моєї старої, на Чорноглазівській, зберігаючи стару на Римарській. |